# Cubilia eichelbaumi
Cubilia eichelbaumi är en skalbaggsart som först beskrevs av Aurivillius 1910.  Cubilia eichelbaumi ingår i släktet Cubilia och familjen långhorningar.
Artens utbredningsområde är Malawi. Inga underarter finns listade i Catalogue of Life.